# Tenente Laurentino Cruz
Tenente Laurentino Cruz é um município brasileiro situado no estado do Rio Grande do Norte (RN). De acordo com o Instituto Brasileiro de Geografia e Estatística (IBGE), em 2022, possuía uma população de 5.891 habitantes, distribuídos em uma área territorial de 68,55 km². Em 2010, ano de realização do penúltimo censo demográfico do IBGE, 78,69% dos habitantes viviam na zona rural, enquanto os outros 21,31% residiam na área urbana, evidenciando o caráter rural do município.
Tenente Laurentino Cruz destaca-se pelo acelerado crescimento populacional e urbano, se comparado a municípios vizinhos, como Florânia, São Vicente, Santana do Matos e Bodó. O clima ameno também é uma marcante singularidade laurentinense, cujas temperaturas podem chegar a 15 °C nos meses do inverno, sendo, assim, considerada uma das mais frias cidades do RN.
Além disso, com a altitude da sede estabelecida na cota média de 730 metros acima do nível do mar, Tenente Laurentino Cruz é a cidade mais alta do estado.

## História e etimologia
A constituição histórica de Tenente Laurentino Cruz remonta-se a informações relativas à Serra do Macaguá. Esta serra teve, como primeiros habitantes, os índios das tribos Tupi-guarani e Tapuia, ainda em meados do século XVI. Mais tarde, esta serra recebeu o nome de Serra de Santana, a qual abrigara diversas comunidades agropecuárias, que se formaram com o trajeto de pessoas que faziam comércio em rotas que ligavam o Sertão ao Litoral.
Dentre as primeiras cidades formadas na região da Serra de Santana, salienta-se a emancipação de Florânia, ocorrida no ano de 1890. Este município detinha um território relativamente extenso, de modo que algumas localidades (serranas) estavam distantes da cidade e suas adjacências (sertanejas).
Assim, no “Alto da Serra”, passou a se destacar pequenos aglomerados populacionais, que, em 7 de Setembro de 1977, auxiliaram na formação e criação do povoado de Tenente Laurentino Cruz. O referido nome da povoação se deu a partir de uma homenagem ao pai do fundador do povoado (Padre Sinval Laurentino de Medeiros), que era um tenente das Forças Armadas bastante conhecido na região. O povoado foi formado através da Lei nº 209, a qual foi viabilizada após a compra de terras na comunidade serrana Umbuzeiro.
É importante mencionar que, diferentemente do que aconteceu com outros lugarejos da região do Seridó, o Povoado de Tenente Laurentino Cruz foi primeiramente criado pela legislação e só depois foram construídas as residências dos moradores e feitas algumas obras de urbanização.
Ademais, ressalta-se o crescimento elevado do povoado, uma vez que inúmeras famílias de municípios circunvizinhos passaram a se mudar para o local, atraídos pela notável qualidade das terras serranas e pela possibilidade de cultivo agrícola diversificado.
Assim, no início na década de 1990, o povoado, já com um núcleo populacional em contínuo crescimento, começou a viver dias de luta por sua autonomia político-administrativa e passou por um plebiscito emancipatório em 15 de março de 1993, o qual terminou com uma ampla vitória do "Sim".
Dessa forma, em 16 de julho de 1993, impulsionado por esse crescimento, o então governador potiguar, José Agripino Maia, sancionou os termos de emancipação política, através da Lei n° 6.450 (de autoria do deputado estadual Carlos Marinho), desmembrando o município de Tenente Laurentino Cruz de Florânia.
Em 10 de janeiro de 1994, Jandira Alves de Medeiros (esposa do Padre Sinval Laurentino de Medeiros), então prefeita de Florânia, sancionou o Projeto de Lei n° 6, que criou a Secretaria Especial para Tenente Laurentino Cruz, tendo na figura de Airton Laurentino Júnior, até dezembro de 1996, o administrador local.
A instalação oficial do município ocorreu em 1 de janeiro de 1997, através da posse do primeiro prefeito eleito, Airton Laurentino Júnior, que continuaria sua gestão à frente da nova cidade potiguar.

## Geografia

### Relevo
O relevo laurentinense é quase todo assentado no altiplano do Planalto da Borborema, de forma que os 730 metros da altitude municipal o colocam como o município com a maior elevação média do estado do RN. De modo geral, o território é bastante plano. Contudo, algumas comunidades rurais, próximas a Florânia, como Patacoroa e Pé de Serra, passam a integrar a Depressão Sertaneja e possuem declividade variada em seus territórios.

### Geologia
No tocante à geologia local, há uma predominância de arenitos médios extremamente porosos, constituindo, destarte, a formação de um extenso lençol freático e de solos bastante férteis para o cultivo da agricultura. Outrossim, é importante destacar uma espessa camada de rochas pré-cambrianas, localizada logo abaixo dos arenitos. Assim, a formação geológica presente em Tenente Laurentino Cruz (Formação Serra do Martins) recobre o embasamento cristalino, que, por sua vez, está inserido na Província Borborema (CPRM, 2005).

### Solos
De acordo com a Empresa Brasileira de Pesquisa Agropecuária (Embrapa), a superfície laurentinense é composta por três tipos distintos de solos, a saber: latossolos vermelho-amarelos, neossolos e luvissolos crômicos. Os primeiros ocorrem em maior quantidade e predominam na área utilizada para a agricultura e a fruticultura (altiplano).

### Clima
O clima é o Tropical Semiárido, com período seco entre sete e oito meses por ano. Entretanto, o aspecto serrano deixa as temperaturas amenas ao longo de quase todo o ano (clima característico de brejos de altitude), podendo atingir 15 °C nos meses de junho, julho e agosto. A umidade relativa média anual é de 61%. A quantidade média de insolação, por sua vez, é de 2.400 horas anuais. As precipitações pluviométricas médias anuais são de 659,9 mm, segundo dados do Instituto de Desenvolvimento Sustentável e Meio Ambiente do Rio Grande do Norte (IDEMA). Tais chuvas concentram-se, sobretudo, no primeiro semestre do ano.

### Vegetação
Sobre a vegetação, há a presença escassa de Caatinga Hiperxerófila, contando com árvores de porte arbóreo em forma de bosques. Essa escassez de vegetação nativa é evidente, pois grande parte do município é coberto por árvores frutíferas que tomaram o lugar da vegetação nativa.

### Hidrografia
Tenente Laurentino Cruz é abastecido com água proveniente da Barragem Engenheiro Armando Ribeiro Gonçalves, a partir do Sistema Adutor Serra de Santana. Além desse sistema, um rio (Capim Açu) e alguns pequenos açudes compõem a paisagem hidrográfica.
Cabe salientar que a rede hidrográfica laurentinense é pobre, em virtude, sobretudo, da porosidade das rochas e consequente pouco escoamento superficial. Em contrapartida, o lençol freático relativamente extenso permite o cultivo variado da fruticultura, por exemplo, destoando da realidade de municípios circunvizinhos.

### Subdivisões
No contexto estadual, Tenente Laurentino Cruz integra a Região Geográfica Imediata de Currais Novos que, por sua vez, está inserida na Região Geográfica Intermediária de Caicó (IBGE, 2017). O município limita-se a norte com Santana do Matos, a leste com São Vicente e a oeste e sul com Florânia.
A área rural é composta por 24 comunidades, a saber: Chorão, Curicaca, Chã da Curicaca, Corcundo, Lanchinha, Cinco Cantos, Tanques Preto, Riachão, José Antônio, Umbuzeiro (sede do município), Boa Vista, Lagoa, Muniz, Canafístula, Cinzelândia, Monte Alegre, Baixa do Mateus, Patacoroa (comunidade mais distante da cidade - 18 km), Capim Açu (única comunidade desabitada), Pé de Serra, Miguel da Rocha, Dizimeiro, Serra do Dizimeiro e Patrício (Cabeço). Além das referidas comunidades, há quatro assentamentos rurais: São Sebastião, Chã da Curicaca (fronteira com Santana do Matos), João da Cruz (limite com o município de Florânia) e Nossa Senhora das Vitórias (região limítrofe a Florânia). A cidade, por sua vez, subdivide-se em dois bairros oficiais: Centro e Frutilândia, tendo a Avenida Francisco Amaral como principal eixo urbano.
O município de Tenente Laurentino Cruz está localizado a 234 km da capital estadual, Natal, o, qual se liga a partir das rodovias RN-087 e BR-226. A distância aproximada para outras cidades do estado são: 14 km (Florânia), 34 km (São Vicente), 54 km (Currais Novos), 94 km (Caicó) e 186 km (Mossoró).
Evidencia-se, aqui, a forte relação laurentinense com a cidade de Currais Novos, a qual serve como principal polo regional. Diariamente, é possível observar o deslocamento de habitantes para a cidade curraisnovense, em busca, principalmente, de estudos, serviços bancários e tratamentos de saúde.

## Economia
De acordo com dados do IBGE, Tenente Laurentino Cruz tem um Produto Interno Bruto (PIB) de R$ 94.061,06 mil e uma renda per capita de R$ 15.910,19, se posicionando, neste último quesito, na 32ª posição entre os municípios potiguares.

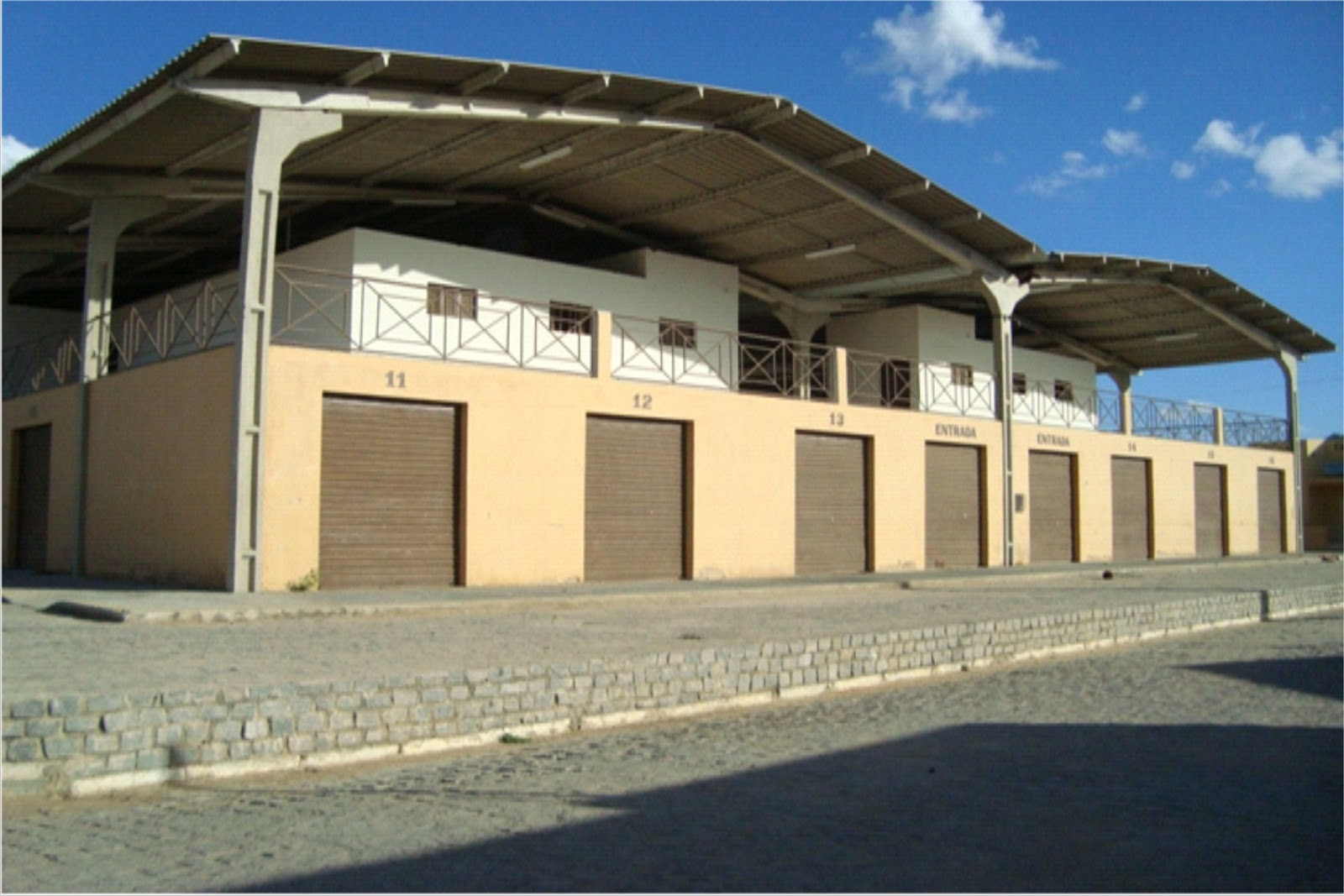
Mercado público de Tenente Laurentino Cruz

A base da economia é composta pelos setores primário (agropecuária) e terciário (comércio e serviços), dada a quase inexistência de atividades industriais (setor secundário). Na agricultura, especificamente, destaca-se o cultivo da fruticultura (principalmente, caju e pinha) e da mandioca.
No entanto, cabe destacar o acentuado crescimento das atividades de energia eólica no município, através da exploração de empresas estrangeiras. Essa exploração teve início na década de 2010, a partir de estudos que comprovaram a boa qualidade, velocidade e força dos ventos serranos. Atualmente, há um parque eólico instalado em Tenente Laurentino Cruz: Parque Eólico Lanchinha. Além disso, outros três parques (Seridó, Seridó 2 e Seridó 3) estão autorizados a operar e podem iniciar suas atividades num período breve.
A feira municipal ocorre aos domingos e é realizada no mercado público.

## Infraestrutura

### Educação
De acordo com dados de 2010 do IBGE, a taxa de escolarização de crianças e adolescentes entre 6 e 14 anos é de 98,1%. O Índice de Desenvolvimento da Educação Básica (IDEB) é 4,7 para os anos iniciais do ensino fundamental e 3,8 para os anos finais do ensino fundamental.
As principais escolas do município são: Escola Municipal Senhora Santana (Centro, zona urbana), Escola Estadual Padre Sinval Laurentino de Medeiros (Centro, zona urbana), Escola Municipal Silvino Garcia do Amaral (comunidade José Antônio) e Escola Municipal Florência Maria da Conceição (comunidade Baixa do Mateus). Há uma unidade exclusiva para a educação infantil, denominada Creche São Francisco.

### Saúde
A cidade é atendida, principalmente, por duas unidades de saúde: a Unidade Materno Infantil Santa Laurentino e o Centro de Saúde Padre José Dantas Cortez, ambas localizadas na zona urbana. Contudo, diversas comunidades rurais possuem postos de saúde com atendimento semanal.
A taxa de mortalidade infantil média no município é de 22.73 para 1.000 nascidos vivos.

## Política
Tenente Laurentino Cruz possui, como chefes do Poder Executivo, um prefeito e um vice-prefeito eleitos a cada quatro anos. No Poder Legislativo, a câmara municipal (Palácio Francisco Edivan da Costa) é composta por nove vereadores, que também são eleitos uma vez a cada quadriênio. Já o Poder Judiciário está inserido na esfera de atuação da Comarca de Florânia.
Os administradores e prefeitos de Tenente Laurentino Cruz foram/são:
- Airton Laurentino Junior (administrador municipal): 1993 - 1996
- Airton Laurentino Junior (prefeito): 1997 - 2000
- Airton Laurentino Junior (prefeito): 2001 - 2004
- Joarimar Tavares de Medeiros (prefeito): 2005 - 2008
- Airton Laurentino Junior (prefeito): 2009 - 2012
- Francisco Dantas de Araújo (prefeito): 2013 - 2016
- Sueleide de Morais Araújo (prefeita): 2017 - 2020
- Francisco Macedo da Silva (prefeito): 2021 - 2024

## Religião
O IBGE (2010) aponta que a população de Tenente Laurentino Cruz é majoritariamente católica: 4.823 fiéis (89,21%), tendo São Francisco de Assis como padroeiro e Santo Antônio como copadroeiro. A Paróquia de São Francisco de Assis está circunscrita na Diocese de Caicó.